# Chromosomale afwijking

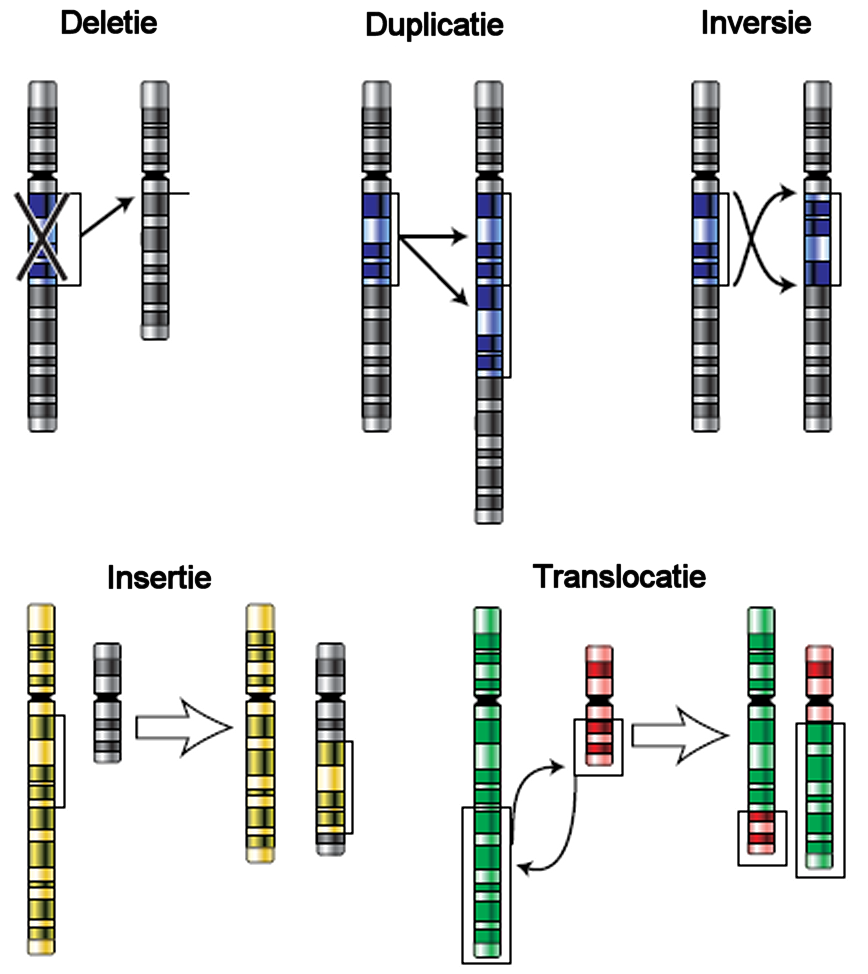
Verschillende soorten mutaties: deletie, duplicatie, inversie, insertie, translocatie

Een chromosomale afwijking is een afwijking in het aantal chromosomen (numerieke afwijkingen), of in de structuur van chromosomen (structurele afwijkingen). Chromosomale afwijkingen treden vooral op wanneer er iets fout gaat bij de meiose of reductiedeling.

## Numerieke afwijkingen
Ieder diploïde organisme heeft normaal gesproken alle chromosomen in tweevoud, met uitzondering van de geslachtschromosomen. Als bij een individu één chromosoom uit een chromosomenpaar ontbreekt spreekt men van monosomie. Wanneer een individu een extra kopie heeft van een chromosoom spreekt men van trisomie. Bij het syndroom van Down komt chromosoom 21 in drievoud voor. Daarom staat het syndroom van Down ook wel bekend als 'Trisomie 21'. Het syndroom van Turner is een voorbeeld van monosomie bij geslachtschromosomen. Dan is er alleen een X-chromosoom en geen Y-chromosoom (X0).

## Structurele afwijkingen
Bij een structurele afwijking is de structuur van een chromosoom veranderd, meestal ten gevolge van een chromosomale mutatie. De volgende vormen worden onderscheiden:
Deletie
Bij een deletie ontbreekt er een stukje chromosoom. Dit kan bij elk chromosoom gebeuren, op elke plaats van het chromosoom en kan ook van elke grootte zijn. Indien de genen die dan ontbreken belangrijke instructies bevatten, kan de persoon een leerstoornis hebben, ontwikkelingsachterstand of gezondheidsproblemen. De ernst van deze problemen hangt af van waar of hoeveel stukjes chromosoom er ontbreken.
Duplicatie
Duplicatie betekent dat een chromosoom zichzelf of een stukje van zichzelf heeft gedupliceerd, zodat er te veel chromosomenmateriaal aanwezig is. Dit bijkomende chromosomenmateriaal kan betekenen dat er ook te veel instructies aanwezig zijn, meer dan het lichaam kan verwerken. Dit kan resulteren in een leerstoornis, ontwikkelingsachterstand en gezondheidsproblemen bij een kind.
Insertie
Insertie betekent dat er ergens een stukje chromosoom op een ongewone positie is toegevoegd, of aan hetzelfde of aan een ander chromosoom. Indien er dan geen bijkomend of ontbrekend chromosomenmateriaal is, dan is deze persoon vaak gewoon gezond. Indien er wel bijkomend of ontbrekend chromosomenmateriaal is, dan kan deze persoon een leerstoornis, ontwikkelingsachterstand en gezondheidsproblemen hebben.
Inversie
Inversie betekent dat een stukje chromosoom zich 180° rond zijn as omgedraaid heeft, waardoor de volgorde van de genen in de chromosoom is veranderd. Bij een meerderheid veroorzaakt dit geen gezondheidsproblemen. Er bestaan 2 soorten inversies: pericentrische en paracentrische. Bij een paracentrische inversie is slechts een van de twee armen van het chromosoom betrokken (de korte ofwel de lange arm).
Translocatie
Bij translocatie zit een stukje van het ene chromosoom op een ander chromosoom. Wanneer de stukjes gewoon van chromosoom verwisseld zijn, spreekt men een reciproque translocatie. Wanneer twee chromosomen aan elkaar komen vast te zitten spreekt men van een Robertsoniaanse translocatie.
Ringen
Chromosomen-ring betekent dat de uiteinden van een chromosoom bij elkaar komen zoals bij een ‘ring’. Dit komt meestal voor wanneer de uiteinden van eenzelfde chromosoom afbreken. De uiteinden zijn dan ‘kleverig’ en vormen een ring. Het effect hiervan is meestal afhankelijk van hoeveel chromosomen-materiaal, en dus informatie er is weggevallen wanneer de ring werd gevormd.
Voorbeelden van genetische afwijkingen ten gevolge van chromosomale mutaties zijn:
syndroom van Wolf-Hirschhornwordt veroorzaakt door een deletie in chromosoom 4
syndroom van Jacobsenwordt veroorzaakt door een deletie in chromosoom 11
HMSN type 1Awordt veroorzaakt door een duplicatie van het PMP22-gen op chromosoom 17

## Erfelijkheid
De meeste chromosomale afwijkingen ontstaan in de geslachtscellen of in het embryo. Een chromosomale afwijking hoeft daarom niet geërfd te zijn van de ouders. Een chromosomale afwijking kan in sommige gevallen wel doorgegeven worden aan het nageslacht. Wanneer de chromosomale afwijking ontstaat in het embryo, dan kan er sprake zijn van mozaïcisme, waarbij sommige cellen in het lichaam de afwijking wel hebben, en andere niet.

## Referentie
- NHGRI. 2006. Chromosome Abnormalities